# Südost Autobahn
La Südost Autobahn (A3, Autostrada Sudorientale) è un'autostrada, o Autobahn, austriaca. Si separa dalla Süd Autobahn all'allacciamento Knoten Guntramsdorf a sud-est e corre fino a Eisenstadt. Presso quest'ultima la A3 termina, ma è prevista la costruzione della Südost Autobahn fino al confine con l'Ungheria.